# Jean Bosquet
Pour les articles homonymes, voir Bosquet (homonymie).
Jean Bosquet est un poète et grammairien de langue française du XVIe siècle, qui est né et a vécu à Mons, où il était écolâtre (maître d'école).

## Biographie
Bosquet composa un traité de morale politique qui déplut au duc d'Albe, gouverneur des Pays-Bas, et dut s'exiler cinq ans à Liège.
Il est le père d'un autre Jean Bosquet, lui-même homme de lettres et poète, auteur d'un poème épique sur l’expédition de Bone par le duc Charles de Croy (Reduction de la ville de Bone, par messire Charles, duc de Croy et d’Aerschot, prince de Chimay, en l’an 1588, et autres siens faits mémorables, Anvers, Martin Nutius, 1599). Les fils de ce dernier, Alexandre et Frédéric, se sont également fait connaître comme poètes.

## Œuvres
- Fleurs morales et sentences préceptives. Servantes de rencontre à tous propos. Avec autres poèmes graves et fructueux, pris des plus excellens autheurs grecs et latins. Et reduis en ryme françoise, pour l’utilité de la jeunesse, etc., Mons, chez Rutgher Velpius, 1581, 152 p. ; rééd., Mons, Charles Michel, 1587.
- Élemens ou institutions de la langue françoise propres pour façonner la jeunesse à parfaictement et nayvement entendre parler et escrire icelle langue, Mons, Charles Michel, 1586, 172 p. Réimpression, Paris, Slatkine , 1972. Réédition par Colette Demaizière, Paris, Honoré Champion, 2005.